# Kurmark-Kaserne
Die Kurmark-Kaserne (Benennung seit 1993) ist eine Kaserne der Bundeswehr in Storkow in Brandenburg. Hauptnutzer der Liegenschaft ist das Informationstechnikbataillon 381.

## Lage
Die Kaserne liegt im Landkreis Oder-Spree etwa zwei Kilometer südlich des Ortszentrums vom Storkow. Unmittelbar östlich der Kaserne verläuft die Bundesstraße 246, die Beeskower Chaussee. Südlich der Kaserne schließt sich ein Standortübungsplatz an. Circa neun Kilometer südsüdöstlich liegt die Funksendestelle Limsdorf der Bundeswehr.

## Benennung
Die Kaserne ist seit dem 17. September 1993 nach der Kurmark benannt, einem historischen Territorium. Bis dahin wurde sie „Pionierkaserne am Küchensee“ genannt. 2017 forderte ein lokaler Aktivist die Umbenennung, aufgrund das von ihm angenommenen Bezug zur Panzergrenadier-Division Kurmark der Wehrmacht, die aber keine Diskussionen auslöste.

## Geschichte
Vor 1945 wurde das Gelände von der Außenstelle der Deutschen Versuchsanstalt für Luftfahrt in Kummersdorf genutzt. Ab dem 1. Juli 1951 wurden die noch vorhandenen Gebäude als Wirtschaftslager Nr. 8 in Vorbereitung der Bewaffnung der DDR genutzt und mit der Gründung der Kasernierten Volkspolizei von dieser übernommen. Zwischen 1956 und 1990 wurde die Kaserne von der Nationalen Volksarmee hauptsächlich zur Ausbildung von Pionieren genutzt. Von 1990 bis 2006 stationierte die Bundeswehr ebenfalls Truppenteile der Pioniertruppe in der Kaserne.

## Dienststellen
Folgende Dienststellen (Auswahl) sind bzw. waren in der Kaserne stationiert:
aktuell:
- Informationstechnikbataillon 381
- Unterstützungspersonal Standortältester Storkow
- Ausbildungszentrum Munster Technologiestützpunkt Tarnen und Täuschen
- Sanitätsversorgungszentrum Storkow

ehemalig Bundeswehr:
- Führungsunterstützungsregiment 38
- Informationstechnikbataillon 381 (Umbenennung in Informationstechnikbataillon 381)
- Pionierbrigade 80 „Kurmark“
- Pionierbataillon 801 (Umbenennung in Panzerpionierbataillon 801)
- Panzerpionierbataillon 801 (2003–2006)

ehemalig Nationale Volksarmee
- Pionierregiment 2 „Ottomar Geschke“
- Pionierbaubataillon 2 „Dmitri Karbyschew“
- Pionierwerkstatt und -lager 2
- Auswerte-, Rechen- und Informationsstelle 2
- Pionier-, Lehr- und Auswertestelle 2
- Truppenübungsplatz Chemische Dienste
- Nachrichtengeräteteillager 5
- Chemische Werkstatt und Lager 14